# Lamprotatus socius
Lamprotatus socius är en stekelart som först beskrevs av Zetterstedt 1838.  Lamprotatus socius ingår i släktet Lamprotatus och familjen puppglanssteklar. Arten är reproducerande i Sverige. Inga underarter finns listade i Catalogue of Life.